# Andrenosoma batesi
Andrenosoma batesi là một loài ruồi trong họ Asilidae. Andrenosoma batesi được Bromley miêu tả năm 1931. Loài này phân bố ở vùng Tân nhiệt đới.